# Samuel Hürzeler
Samuel Hürzeler (* 9. März 1984 in Därligen)  ist ein ehemaliger Schweizer Triathlet. Er wird geführt in der Bestenliste Schweizer Triathleten auf der Ironman-Distanz.

## Werdegang
Samuel Hürzeler war in seiner Jugend im Schwimmsport aktiv, bevor er 2007 zum Triathlon wechselte. Er ist in Därligen am Thunersee aufgewachsen und lebt heute in Gwatt bei Thun.
Im August 2011 gewann er den auf verkürzter Strecke (ohne die Schwimmdistanz) ausgetragenen Inferno Triathlon auf der Langdistanz und 2014 sowie 2015 konnte er diesen Erfolg wiederholen.
2011 und 2012 gewann er auch den Swiss Olympic Gigathlon in der Single-Kategorie. Bei diesem aus fünf Disziplinen bestehenden Wettkampf müssen über mehrere Tage tägliche Distanzen von im Mittel 4 km Schwimmen, 100 km Rennradfahren, 50 km Mountainbikefahren, 25 km Inlineskaten und 20 km Laufen zurückgelegt werden.
Seit 2014 hat er die Ironman Profi-Lizenz und er startet vorwiegend auf der Triathlon-Langdistanz. 2014 wurde ebenfalls ein offizieller „Fanclub Samuel Hürzeler“ ins Leben gerufen.

Im August 2019 konnte der damals 35-Jährige im Berner Oberland zum sechsten Mal den Inferno Triathlon für sich entscheiden.
Im Mai 2023 wurde er Zehnter auf Ibiza bei der Weltmeisterschaft auf der Triathlon-Langdistanz.
Im August 2024 kündigte der 40-Jährige an, dass bei den Ironman-Europameisterschaften in Frankfurt sein offiziell letzter Ironman-Start als Profi sein werde. Im September erklärte er seine aktive Zeit für beendet.
Hürzeler ist als Sportlehrer und Konditionstrainer tätig.

## Sportliche Erfolge
| Datum/Jahr   | Rang | Wettbewerb | Austragungsort | Zeit     | Bemerkung                                                                                        |
| ------------ | ---- | ---------- | -------------- | -------- | ------------------------------------------------------------------------------------------------ |
| 2012         | 1    | Gigathlon  | Schweiz        | 23:05:45 | 12 km Schwimmen, 198 km Rennradfahren, 106 km Mountainbike, 92 km Inlineskating und 52 km Laufen |
| 3. Juli 2011 | 1    | Gigathlon  | Schweiz        | 19:01:33 | [ 4 ]                                                                                            |

| Datum/Jahr    | Rang | Wettbewerb                                      | Austragungsort    | Zeit       | Bemerkung |
| ------------- | ---- | ----------------------------------------------- | ----------------- | ---------- | --- |
| 7. Juli 2024  | 10   | Challenge Roth                                  | Roth              | 07:53:06   | |
| 7. Mai 2023   | 10   | ITU Long Distance Triathlon World Championships | Ibiza             | 05:25:20   | Weltmeisterschaft auf der Triathlon-Langdistanz |
| 25. Nov. 2022 | 8    | Ironman Israel                                  | Tiberias          | 08:01:08   | bei der Erstaustragung in persönlicher Bestzeit |
| 21. Mai 2022  | 5    | Ironman Lanzarote                               | Puerto del Carmen | 08:53:41   | |
| 23. Mai 2021  | 9    | Ironman Tulsa                                   | Tulsa             | 08:02:52   | bei der Erstaustragung |
| 17. Aug. 2019 | 1    | Inferno Triathlon                               | Mürren            | 08:49:45   | |
| 18. Nov. 2018 | 2    | Ironman Mexico                                  | Cozumel           | 08:11:12   | |
| 18. Aug. 2018 | 1    | Inferno Triathlon                               | Mürren            | 08:35:55   | |
| 26. Nov. 2017 | 6    | Ironman Mexico                                  | Cozumel           | 08:12:23   | |
| 19. Aug. 2017 | 1    | Inferno Triathlon                               | Mürren            | 08:49:51,5 | |
| 22. Aug. 2015 | 1    | Inferno Triathlon                               | Mürren            | 08:57:53   | |
| 23. Aug. 2014 | 1    | Inferno Triathlon                               | Mürren            | 08:08:51   | Die erste Disziplin, das Schwimmen, musste wegen zu tiefer Wassertemperaturen abgesagt werden: 3 km Laufen (statt 3,1 km Schwimmen), 97 km Radfahren, 30 km Mountainbike und 25 km Laufen |
| 27. Sep. 2014 | 14   | Ironman Mallorca                                | Alcúdia           | 09:00:10   | bei der Erstaustragung auf Mallorca (3,8 km Schwimmen, 180 km Radfahren und 42,2 km Laufen)                                                                                               |
| 29. Juni 2014 | 22   | Ironman Austria                                 | Klagenfurt        | 08:43:09   | persönliche Ironman-Bestzeit |
| 17. Mai 2014  | 25   | Ironman Lanzarote                               | Lanzarote         | 09:34:17   | 16. Rang bei den Profis |
| 12. Okt. 2013 | 110  | Ironman Hawaii                                  | Hawaii            | 09:16:10   | |
| 17. Aug. 2013 | 2    | Inferno Triathlon                               | Mürren            |            | |
| 29. Juni 2013 | 14   | Ironman France                                  | Nizza             | 09:07:34   | erster Ironman-Start und als Sieger der AK 25-29 qualifiziert für einen Startplatz bei der WM auf Hawaii                                                                                  |
| 18. Aug. 2012 | 2    | Inferno Triathlon                               | Mürren            |            | |
| 20. Aug. 2011 | 1    | Inferno Triathlon                               | Mürren            | 07:53:12.2 | Die Schwimmdistanz konnte nicht ausgetragen werden. |
| 2010          | 3    | Inferno Triathlon                               | Mürren            |            | |
| 2009          | 5    | Inferno Triathlon                               | Mürren            | 09:24      | |

| Datum/Jahr    | Rang | Wettbewerb                        | Austragungsort | Zeit     | Bemerkung |
| ------------- | ---- | --------------------------------- | -------------- | -------- | --------- |
| 29. Jan. 2012 | 12   | ITU Winter Triathlon European Cup | Schwanden      | 01:14:28 |           |

| Datum/Jahr    | Rang | Wettbewerb        | Austragungsort  | Zeit     | Bemerkung    |
| ------------- | ---- | ----------------- | --------------- | -------- | ------------ |
| 26. Okt. 2014 | 20   | Lausanne-Marathon | Lausanne        | 01:17:17 | Halbmarathon |
| 14. Sep. 2013 | 17   | Jungfrau-Marathon | Berner Oberland | 03:19:09 | [ 10 ]       |

(DNF – Did Not Finish)